# Josep Maria Bachs i Torner
Josep Maria Bachs i Torner (barri de Gràcia, Barcelona, 6 de juny de 1944 – Barcelona, 16 de novembre de 2014) fou un presentador de ràdio i televisió català.

## Biografia
Nascut al barri de Gràcia de Barcelona el 1944, a 13 anys ingressà en una escola de ràdio. Finalitzats els estudis de periodisme, treballà a Radio Juventud, on presentà els programes d'humor Quisicosas i El sacapuntas. Va debutar a la televisió a RTVE a Catalunya, on romangué 10 anys. Als estudis de Miramar participà en els programes Informatius Miramar, Crònica, Opinió i Giravolt, que compaginà amb el treball a la ràdio.
Amb l'arribada de Televisió de Catalunya col·laborà en programes d'entreteniment: primer a Bon dia, emès el dia de les eleccions autonòmiques del 1984, després a Tres i l'astròleg (1984-1985), i més tard Filiprim (1986-1989), on coincidí amb Jordi Estadella. Amb Filiprim, adquirí gran popularitat i rebé el premi TP d'Or al millor comunicador. Altres programes van ser: La Parada (1989-1990), Dicciopinta (1990-1991), 2/4 de Bachs (1991-1992) i 10 del 3 (1993).
El 1993 va ser escollit del programa de TVE Un, dos, tres... responda otra vez, dirigit per Narciso Ibáñez Serrador, substituint a Jordi Estadella. «Bachs és un home tremendament tímid i molt seriós, tant és així que davant les càmeres usa bigoti perquè no el reconeguin pel carrer. Té un humor molt especial, molt a l'estil britànic, que pot recordar els Monty Python», afirmà Ibáñez Serrador en la presentació de la novena etapa del programa davant la premsa. El 1995 va retornar a TVC amb programes com Ara va de riure, Si l'encerto, l'endevino (1996-1999), Un dia a la vida (1997), Passi-ho bé (2000) i A+a+ (2003-2004). Des d'aleshores es va centrar en programes radiofònics a Catalunya Ràdio i Ràdio 4.
El 2001 va publicar Un home indefinit, novel·la sobre «teleescombraries». El setembre de 2006 va col·laborar en el programa de l'emissora RAC 1 La primera pedra, amb la secció Senyor Bachs, què passa?. L'abril de 2009 tornà a la televisió, en concret a Barcelona Televisió amb el magazine matinal Connexió Barcelona.
Josep Maria Bachs i Torner va morir el 16 de novembre de 2014 a 70 anys.

## Premis i reconeixements
- 2013: Premi Tu ets la tele, 11a edició Zoom Festival d'Igualada[10]